# جورج واربورتون (لاعب كرة قدم)
جورج واربورتون (بالإنجليزية: George Warburton)‏ (13 سبتمبر 1934 في المملكة المتحدة - ) هو لاعب كرة قدم ويلزي سابق لعب في مركز الظهير. لعب مع نادي ريكسهام ونادي بارو وموركامب.